# Cologne Grand Prix 1986
Il Cologne Grand Prix 1986 è stato un torneo di tennis giocato sul cemento indoor. È stata l'11ª edizione del Cologne Grand Prix, che fa parte del Nabisco Grand Prix 1986. Si è giocato a Colonia in Germania, dal 31 marzo al 6 aprile 1986.

## Campioni

### Singolare
Jonas Svensson ha battuto in finale  Stefan Eriksson con il punteggio di 6–7, 6–2, 6–2

### Doppio
Kelly Evernden /  Chip Hooper hanno battuto in finale  Jan Gunnarsson /  Peter Lundgren con il punteggio di 6–4, 6–7, 6–3